# Marquesado de Casa Tavares
El Marquesado de Casa Tavares es un título nobiliario español creado por Felipe V el 16 de abril de 1720 a favor de Alonso José de Tavares y Ahumada, señor de la villa de Setenil de las Bodegas (Cádiz).

## Marqueses de Casa Tavares
- Alonso José de Tavares y Ahumada, I Marqués de Casa Tavares;
- Manuel Tavares, II Marqués de Casa Tavares;
- María Teresa Tavares y Garma, III Marquesa de Casa Tavares;
- María Ramona Campos y Arjona, VIII Marquesa de Casa Tavares;
- Rafael María del Milagro Fernández de Bobadilla y Campos, IX Marqués de Casa Tavares.